# 布朗寧 (伊利諾伊州)
布朗寧（英語：Browning）是位於美國伊利諾伊州斯凱勒縣的一個村落。

## 地理
布朗寧的座標為40°07′26″N 90°22′21″W / 40.12389°N 90.37250°W，而該地最高點為海拔高度137米（即449英尺）。

## 人口
根據2010年美國人口普查的數據，布朗寧的面積為0.80平方千米，當中陸地面積為0.80平方千米，而水域面積為0.00平方千米。當地共有人口137人，而人口密度為每平方千米171人。